# Michel Thomas
Michel Thomas, rozený Moniek Kroskof (3. února 1914 Lodž – 8. ledna 2005 New York) byl polyglot, učitel jazyků a vyznamenaný válečný veterán. Přežil pronásledování nacisty, sloužil ve francouzském odboji a pracoval v kontrašpionážním sboru armády Spojených států během druhé světové války. Po válce emigroval do Spojených států, kde vyvinul systém výuky jazyků známý pod názvem Michel Thomas Method. Roku 2004 obdržel vyznamenání: Stříbrnou hvězdu Armády Spojených států. Zemřel na selhání srdce roku 2005.